# Киселёвка (Черниговский район)
Киселёвка (укр. Киселі́вка) — село в Черниговском районе Черниговской области Украины, административный центр Киселёвской сельской общины. До 2019 года был центром Киселёвского сельсовета. Расположено в 12 км от районного центра и железнодорожного узла Чернигов. Население 935 человек. Расположено на реках Замглай и Свинка.
Код КОАТУУ: 7425583501. Почтовый индекс: 15530. Телефонный код: +380 462.

## История
Киселёвка основана в первой половине XVII в. Советская власть установлена в январе 1918 г. На фронтах Великой Отечественной войны против немецких войск сражались 127 жителей села, из них за проявленное мужество и героизм 117 человек награждены орденами и медалями, 53 — погибли.
в 1927 году в селе построен храм в честь Иоанна Богослова.
Возле сёл Киселёвка, Березанка, Брусилов Кобылянка, Вознесенское обнаружены 2 поселения эпохи неолита (V—IV тысячелетия до н. э.), 4 — эпохи бронзы (II тысячелетие до н. э.), раннего железа (VI—III вв. до н. э.), зарубинецкой культуры (I в. до н. э.), 4 поселения III—V вв. н. э., северянское VIII—X вв. н. э., а также 3 поселения и городище древнерусского времени (IX—XIII вв. н. э.). На поселении у с. Ульяновки исследованы 5 раннеславянских построек III—V вв. н. эры.

## Власть
Орган местного самоуправления — Киселёвский сельский совет. Почтовый адрес: 15530, Черниговская обл., Черниговский р-н, с. Березанка, ул. Молодёжная, 10.
Киселёвскому сельскому совету, кроме Киселёвки, подчинены сёла:
- Березанка;
- Брусилов;
- Кобылянка.